# 6282 Edwelda
6282 Edwelda è un asteroide della fascia principale. Scoperto nel 1980, presenta un'orbita caratterizzata da un semiasse maggiore pari a 2,3119042 UA e da un'eccentricità di 0,2161918, inclinata di 2,81485° rispetto all'eclittica.